# Wilkinsonellus amplus
Wilkinsonellus amplus är en stekelart som beskrevs av Austin och Paul C. Dangerfield 1992. Wilkinsonellus amplus ingår i släktet Wilkinsonellus och familjen bracksteklar. Inga underarter finns listade i Catalogue of Life.